# هيا مرعشلي
هيا مرعشلي (30 مايو 1997-) هي ممثلة لبنانية الجنسية ولدت ودرست في دمشق، واشتهرت من خلال الدراما السورية.

## عن حياتها
ولدت في دمشق لأسرة فنية، والدها الممثل اللبناني طارق مرعشلي، ووالدتها الممثلة السورية رندة مرعشلي، جدتها من طرف الأب هي الفنانة السورية ناهد حلبي وجدها الفنان اللبناني إبراهيم مرعشلي قدّمت أول أدوارها التلفزيونية بعمر الست السنوات، في مسلسل «أبو المفهومية» عام 2003، إلا أن الدور الذي قدمها للجمهور كان في العام 2011، حينما شاركت بمسلسل «جلسات نسائية» تحت إدارة المخرج المثنى صبح، حصلت عام 2011 على جائزة أفضل فنانة سورية صاعدة.

## أعمالها

### في التلفزيون
- 2003: أبو المفهومية
- 2010: الدبور ج1
- 2010: هي دنيتنا
- 2010: قيود الروح
- 2011:جلسات نسائية
- 2011:  الدبور ج2
- 2011: صايعين ضايعين
- 2012: شاميات ج2
- 2012: حارة الطنابر
- 2012: الأميمي
- 2012: أوراق بنفسجية
- 2013: روزنامة
- 2013: خواتم
- 2014: طوق البنات ج1
- 2014: القربان
- 2014: رقص الأفاعي
- 2015: طوق البنات ج2
- 2015: غدا نلتقي
- 2015: بانتظار الياسمين
- 2015: وعدتني يا رفيقي
- 2016: مدرسة الحب
- 2016: صرخة روح ج4
- 2016: صدر الباز
- 2016: طوق البنات ج3
- 2016: الندم
- 2016: نبتدي منين الحكاية
- 2016: بقعة ضوء ج12
- 2017: بقعة ضوء ج13
- 2017: طوق البنات ج4
- 2018: فوضى
- 2019: مسافة أمان
- 2019: دقيقة صمت
- 2019: عندما تشيخ الذئاب
- 2021: قيد مجهول
- 2023:أقل من عادي

### في السينما
- 2011:همسة حجر
- 2014:أطويل طريقنا أم يطول
- 2019: بوط كعب عالي

## وصلات خارجية
- هيا مرعشلي على موقع IMDb (الإنجليزية)
- هيا مرعشلي على موقع قاعدة بيانات الأفلام العربية